# Leichtathletik-Länderkampf der Männer 1969 BR Deutschland – Frankreich
| 7. Leichtathletik-Länderkampf mit bundesdeutscher Beteiligung 1969 | 7. Leichtathletik-Länderkampf mit bundesdeutscher Beteiligung 1969 |
| ------------------------------------------------------------------ | ------------------------------------------------------------------ |
|                                                                    |                                                                    |
| Ländervergleich der Männer: BR Deutschland – Frankreich            |                                                                    |
| Austragungsort                                                     | Osnabrück                                                          |
| Wettbewerbe                                                        | 20                                                                 |
| Datum                                                              | 21. Juni                                                           |
| 1. FRG 2. FRA                                                      | 205 Punkte 204 Punkte                                              |
| Chronik                                                            |                                                                    |
| ← Skandinavien-FRG (F)                                             | FRG-NLD 5kampf (F) →                                               |

Im siebten Vergleich des Länderkampfjahres 1969 trafen die bundesdeutschen Männer zum bereits 21. Mal auf Frankreich. Die Begegnung wurde am 21. Juni in Osnabrück ausgetragen. Sämtliche vorangegangenen Aufeinandertreffen waren an die Bundesrepublik Deutschland gegangen.

## Wettbewerbe und Modus
Auf dem Programm standen die bei Länderkämpfen üblichen zwanzig Disziplinen. Aus dem olympischen Wettbewerbskatalog fehlten nur der Marathonlauf, die beiden Gehdisziplinen und der Zehnkampf.
Es gab allerdings zwei Besonderheiten:
1. In jeder Disziplin starteten je Nation drei Teilnehmer.
2. Es wurde vereinbart, dass beide Nationen auf den Einsatz von Athleten, die Teilnehmer bei den Olympischen Spielen 1968 waren, verzichteten.

In den Einzeldisziplinen wurden die Punkte folgendermaßen vergeben: Wertung:1. Platz: 7 Punkte / 2. Pl.: 5 P / 3. Pl.: 4 P / 4. Pl.: 3 P / … Die Staffeln wurden mit fünf zu zwei Punkten gewertet.

## Ergebnis
Der Ausgang dieser Begegnung war äußerst eng. Von den Staffeln gewannen beide Teams jeweils eine. In den Einzelläufen eroberte Frankreich sechs Disziplinwertungen, die Bundesrepublik Deutschland kam auf fünf, eine Wertung wurde geteilt. Auch in den Erfolgen des Bereichs Sprung lag Frankreich mit zwei zu eins bei einer geteilten Wertung knapp vorn. Der Länderkampf entschied sich in der Kategorie Wurf/Stoß. Hier verbuchte die Bundesrepublik drei Wettbewerbe für sich. Frankreich konnte nur den Hammerwurf knapp gewinnen, bei dem es zudem einen bundesdeutschen Einzelsieger gab. So sammelte die Bundesrepublik am Ende auch diesmal wieder die meisten Punkte und gewann den Länderkampf mit 205 zu 204 Punkten.

## Legende
Kurze Übersicht zur Bedeutung der Symbolik – so üblicherweise auch in sonstigen Veröffentlichungen verwendet:
| NMH | keine Höhe (No Mark)  |
| ogV | ohne gültigen Versuch |

## Resultate

### 100 m
| Platz | Athlet           | Land | Zeit (s) |
| ----- | ---------------- | ---- | -------- |
| 1     | Hartmut Strempel | FRG  | 10,4     |
| 2     | Günter Rudolph   | FRG  | 10,6     |
| 3     | Alain Sarteur    | FRA  | 10,7     |
| 4     | René Metz        | FRA  | 10,8     |
| 5     | Christian Lafon  | FRA  | 10,8     |
| 6     | Volker Stöckel   | FRG  | 10,8     |

### 200 m
| Platz | Athlet                 | Land | Zeit (s) |
| ----- | ---------------------- | ---- | -------- |
| 1     | Franz-Peter Hofmeister | FRG  | 21,1     |
| 2     | Hans-Dieter Hübner     | FRG  | 21,1     |
| 3     | Lucien Rechal          | FRA  | 21,4     |
| 4     | Alain Vermeuse         | FRA  | 21,6     |
| 5     | Jacques Broux          | FRA  | 21,7     |
| 6     | Thomas Jordan          | FRG  | 28,5     |

### 400 m
| Platz | Athlet              | Land | Zeit (s) |
| ----- | ------------------- | ---- | -------- |
| 1     | Friedrich Roderfeld | FRG  | 47,3     |
| 2     | Rolf Krüsmann       | FRG  | 47,7     |
| 3     | Roger Velasquez     | FRA  | 48,0     |
| 4     | Mathurin Hebert     | FRA  | 48,2     |
| 5     | Hugues Roger        | FRA  | 48,2     |
| 6     | Peter Bernreuther   | FRG  | 48,5     |

### 800 m
| Platz | Athlet                | Land | Zeit (min) |
| ----- | --------------------- | ---- | ---------- |
| 1     | Michel Samper         | FRA  | 1:49,1     |
| 2     | Isidor Taillard       | FRA  | 1:49,5     |
| 3     | Pierre Toussaint      | FRA  | 1:50,4     |
| 4     | Heiner Himstedt       | FRG  | 1:50,6     |
| 5     | Karl-Heinz Schirmeier | FRG  | 1:51,1     |
| 6     | Anton Adam            | FRG  | 1:51,2     |

### 1500 m
| Platz | Athlet             | Land | Zeit (min) |
| ----- | ------------------ | ---- | ---------- |
| 1     | Jürgen May         | FRG  | 3:39,4     |
| 2     | Gérard Colin       | FRA  | 3:41,6     |
| 3     | Guy Fontaine       | FRA  | 3:47,1     |
| 4     | Christian Cairoche | FRA  | 3:49,6     |
| 5     | Günther Stucky     | FRG  | 3:51,4     |
| 6     | Rolf Storr         | FRG  | 3:52,4     |

### 5000 m
| Platz | Athlet           | Land | Zeit (min) |
| ----- | ---------------- | ---- | ---------- |
| 1     | René Jourdan     | FRA  | 13:57,4    |
| 2     | Noël Tijou       | FRA  | 14:01,2    |
| 3     | Ulrich Brugger   | FRG  | 14:01,6    |
| 4     | Henry Lepape     | FRA  | 14:09,2    |
| 5     | Paul Angenvoorth | FRG  | 14:13,6    |
| 6     | Wolfgang Falke   | FRG  | 14:46,8    |

### 10.000 m
| Platz | Athlet                | Land | Zeit (min) |
| ----- | --------------------- | ---- | ---------- |
| 1     | Joachim Ließ          | FRG  | 29:21,4    |
| 2     | Jean-Louis Prianon    | FRA  | 29:32,6    |
| 3     | Jean-Yves Le Flohic   | FRA  | 29:44,6    |
| 4     | Jens Wollenberg       | FRG  | 29:47,8    |
| 5     | Jean Pierre Reydellet | FRA  | 30:06,4    |
| 6     | Ernst Vogelsang       | FRG  | 30:41,2    |

### 110 m Hürden
| Platz | Athlet             | Land | Zeit (s) |
| ----- | ------------------ | ---- | -------- |
| 1     | Guy Drut           | FRA  | 13,9     |
| 2     | Jean Pierre Corval | FRA  | 14,1     |
| 3     | Eckart Berkes      | FRG  | 14,2     |
| 4     | Patrick Malrieu    | FRA  | 14,3     |
| 5     | Roland Strohhäcker | FRG  | 14,5     |
| 6     | Adolf Heine        | FRG  | 14,8     |

### 400 m Hürden
| Platz | Athlet                 | Land | Zeit (s) |
| ----- | ---------------------- | ---- | -------- |
| 1     | Manfred Klaußner       | FRG  | 50,8     |
| 2     | Dieter Friedrich       | FRG  | 51,4     |
| 3     | Bernard Pollet-Villard | FRA  | 51,8     |
| 4     | Gerhard Böttger        | FRG  | 52,6     |
| 5     | André Le Bolch         | FRA  | 53,0     |
| 6     | François Huard         | FRA  | 59,5     |

### 3000 m Hindernis
| Platz | Athlet            | Land | Zeit (min) |
| ----- | ----------------- | ---- | ---------- |
| 1     | Jean Pierre Ouine | FRA  | 8:44,8     |
| 2     | Norbert Kepp      | FRG  | 8:50,8     |
| 3     | Gérard Martin     | FRA  | 8:52,8     |
| 4     | Michel Géraudie   | FRA  | 8:58,0     |
| 5     | Norbert Baier     | FRG  | 8:59,0     |
| 6     | Karl-Heinz Betz   | FRG  | 9:04,0     |

### 4 × 100 m Staffel
| Platz | Besetzung      | Land                                                                      | Zeit (s) |
| ----- | -------------- | ------------------------------------------------------------------------- | -------- |
| 1     | Frankreich     | Alain Sarteur Jean Pierre Corval Alain Vermeuse René Metz                 | 39,6     |
| 2     | BR Deutschland | Dietmar Laufenberg Franz-Peter Hofmeister Günter Rudolph Hartmut Strempel | 39,9     |

### 4 × 400 m Staffel
| Platz | Besetzung      | Land                                                            | Zeit (min) |
| ----- | -------------- | --------------------------------------------------------------- | ---------- |
| 1     | BR Deutschland | Rolf Krüsmann Waldemar Knaak Herbert Moser Hans-Dieter Hübner   | 3:09,1     |
| 2     | Frankreich     | Mathurin Hebert Roger Velasquez Jean-Louis Brugier Hugues Roger | 3:10,8     |

### Hochsprung
| Platz | Athlet                | Land | Höhe (m) |
| ----- | --------------------- | ---- | -------- |
| 1     | Wolfgang Schillkowski | FRG  | 2,04     |
| 2     | Hyacinthe Chiarello   | FRA  | 2,01     |
| 3     | Marc Noë              | FRA  | 2,01     |
| 4     | Gérard Lamy           | FRA  | 2,01     |
| 5     | Wolfgang Spinnler     | FRG  | 1,95     |
| 6     | Klaus Dürr            | FRG  | 1,85     |

### Stabhochsprung
| Platz | Athlet               | Land | Höhe (m) |
| ----- | -------------------- | ---- | -------- |
| 1     | Alain Pierre Legrain | FRA  | 5,00     |
| 2     | Volker Ohl           | FRG  | 4,90     |
| 3     | Reiner Liese         | FRG  | 4,50     |
| 4     | Jean Pierre Colusso  | FRA  | 4,50     |
| 5     | Reinhard Kuretzky    | FRG  | 4,30     |
| NMH   | Michel Olivary       | FRA  | ogV      |

### Weitsprung
| Platz | Athlet            | Land | Weite (m) |
| ----- | ----------------- | ---- | --------- |
| 1     | Hans Baumgartner  | FRG  | 7,70      |
| 2     | Bernd Roos        | FRG  | 7,66      |
| 3     | Andreas Gloerfeld | FRG  | 7,62      |
| 4     | Christian Tourret | FRA  | 7,47      |
| 5     | André Vix         | FRA  | 7,27      |
| 6     | Bertrand Debief   | FRA  | 7,21      |

### Dreisprung
| Platz | Athlet         | Land | Weite (m) |
| ----- | -------------- | ---- | --------- |
| 1     | Serge Firca    | FRA  | 15,79     |
| 2     | Raymond Privé  | FRA  | 15,53     |
| 3     | Harald Strutz  | FRG  | 15,31     |
| 4     | Richard Kick   | FRG  | 15,28     |
| 5     | Claude Billion | FRA  | 14,95     |
| 6     | Bernd Trapp    | FRG  | 14,57     |

### Kugelstoßen
| Platz | Athlet             | Land | Weite (m) |
| ----- | ------------------ | ---- | --------- |
| 1     | Rolf Engels        | FRG  | 18,43     |
| 2     | Yves Brouzet       | FRA  | 17,80     |
| 3     | Reinhard Vogt      | FRG  | 16,86     |
| 4     | Ferdinand Schladen | FRG  | 16,70     |
| 5     | Christian Petit    | FRA  | 16,15     |
| 6     | Dominique Flick    | FRA  | 15,58     |

### Diskuswurf
| Platz | Athlet           | Land | Weite (m) |
| ----- | ---------------- | ---- | --------- |
| 1     | Dieter Gruse     | FRG  | 54,50     |
| 2     | Raymond Bache    | FRA  | 51,76     |
| 3     | Reinhard Vogt    | FRG  | 51,72     |
| 4     | Jacques Nys      | FRA  | 50,94     |
| 5     | Michel Debeda    | FRA  | 49,44     |
| 6     | Ralf Reichenbach | FRG  | 48,82     |

### Hammerwurf
| Platz | Athlet                | Land | Weite (m) |
| ----- | --------------------- | ---- | --------- |
| 1     | Franz-Josef Woltering | FRG  | 63,74     |
| 2     | Jacques Accambray     | FRA  | 63,06     |
| 3     | Gérard Chadefaux      | FRA  | 62,66     |
| 4     | Henri Warzyglowa      | FRA  | 62,42     |
| 5     | Edwin Klein           | FRG  | 60,92     |
| 6     | Reinhold Fleckenstein | FRG  | 59,36     |

### Speerwurf
| Platz | Athlet                 | Land | Weite (m) |
| ----- | ---------------------- | ---- | --------- |
| 1     | Peter Mörbel           | FRG  | 73,90     |
| 2     | Lole Tuita             | FRA  | 72,74     |
| 3     | Horst Timmer           | FRG  | 72,72     |
| 4     | Hanno Struse           | FRG  | 68,50     |
| 5     | Jean Grenier           | FRA  | 68,46     |
| 6     | Jean Claude Gapaillard | FRA  | 65,42     |